# Phymatarum
Phymatarum é um género botânico pertencente à família Araceae.